# الستیکس
الستیکس (به انگلیسی: Elastix) یک سیستم تلفنی بر پایه استریسک است که به عنوان یکی از محبوب‌ترین سیستم‌های منبع باز تلفنی شناخته می‌شود.
الستیکس در مارس ۲۰۰۶ کار خود را با گزارش‌گیری از سیستم استریسک آغاز کرد. در ادامه گسترش، این سیستم با تلفیق برنامه‌های کاربردی از جمله فری پی‌بی‌ایکس، HylaFAX، اوپن‌فایر، پست‌فیکس تبدیل به یک سیستم جامع ارتباطی گردید که به صورت یک فایل iso ارائه می‌گردد.